# Afrikaspiele 2019/Leichtathletik – 4 × 400 m der Frauen
Die 4-mal-400-Meter-Staffel der Frauen bei den Afrikaspielen 2019 fand am 30. August im Stade Moulay Abdallah in Rabat statt.
Sieben Frauschaften nahmen an dem Wettbewerb teil. Die Goldmedaille gewann Nigeria 3:30,32 min, Silber ging an Botswana mit 3:31,96 min und die Bronzemedaille gewann Uganda mit 3:32,25 min.

## Rekorde
| Weltrekord        | Sowjetunion Tazzjana Ljadouskaja, Olga Nasarowa Marija Pinigina, Olha Bryshina | 3:15,17 min | Olympische Spiele in Seoul, Südkorea | 1. Oktober 1988 |
| Rekord der Spiele | Nigeria                                                                        | 3:27,08 min | Afrikaspiele in Nairobi, Kenia       | August 1987     |

## Finale
30. August 2019, 17:55 Uhr
| Platz | Bahn | Land         | Athletinnen                                                        | Zeit (min) |
| ----- | ---- | ------------ | ------------------------------------------------------------------ | ---------- |
|       | 5    | Nigeria      | Kemi Francis Patience Okon George Blessing Oladoye Favour Ofili    | 3:30,32    |
|       | 2    | Botswana     | Oarabile Babolayi Oratile Nowe Amantle Montsho Galefele Moroko     | 3:31,96    |
|       | 7    | Uganda       | Stella Wonruku Nashiba Nabirye Emily Nanziri Leni Shida            | 3:32,25    |
| 4     | 4    | Kenia        | Linda Kageha Joan Cherono Maureen Nyatichi Thomas Mary Moraa       | 3:32,93    |
| 5     | 8    | Südafrika    | Taylon Bieldt Wenda Nel Danel Holten Zenéy van der Walt            | 3:41,17    |
| 6     | 6    | Äthiopien    | Tsige Duguma Nigist Getachew Msgana Haylu Zemedkun Worknesh Mesele | 3:41,45    |
| 7     | 3    | Sierra Leone | Maggie Barrie Elma Sesay Fatmata Awolo Mary Thomas Tarawally       | 3:47,74    |
|       | 1    | Madagaskar   |                                                                    | DNS        |